# Pniktogeny
Pniktogeny, také pnikogeny, dříve pentely (15. skupina, 5. hlavní skupina nebo skupina dusíku) je skupina prvků dusík (N), fosfor (P), arsen (As), antimon (Sb) a bismut (Bi). Někdy se k nim připojuje extrémně nestabilní transuranové moscovium (Mc), které se v přírodě nevyskytuje, ale bylo vyrobeno uměle. Dusík a fosfor jsou nekovy, arsen a antimon jsou polokovy a bismut je kov.
Tato skupina leží v bloku p periodické tabulky a její prvky mají pět valenčních elektronů. Elektronová konfigurace jejich valenční elektronové slupky je ns2 np3. Díky tomu preferují tvorbu sloučenin v oxidačním stavu I až V. Tvoří především dvouprvkové sloučeniny s elektropozitivnějšími prvky. Soli pniktogenovodíků se také nazývají pniktidy.
Nejdůležitějším z těchto prvků je dusík, který ve své dvouatomové formě tvoří hlavní složku atmosféry a je součástí všech známých forem života. Hned druhým je fosfor, který se poměrně hojně vyskytuje v anorganických sloučeninách (skupina apatitu/fosfáty) v zemské kůře a je také nezbytný pro organismy.

## Etymologie
- Termín pnictogen nebo pnigogen je odvozen ze starověkého řeckého slova πνίγειν (pnígein), což česky znamená udusit podle dusivých vlastností plynného dusíku.
- Termín pnictogen by mohl být také odvozen od slova pnictide jako dusivý tvůrce .
- Název pentely pochází z řeckého πέντε (pénte) – česky pět. Odkazuje na pátou skupinu a následně na pět valenčních elektronů.
- Dusík (chemická značka N, latinsky nitrogenium), jeho latinský název nitrogenium znamená ledkotvorný. Český název dusík vznikl překladem jeho německého názvu Stickstoff a pochází od Jana Svatopluka Presla. Podobné názvy jsou ještě například ve slovenštině (dusík) nebo slovinštině a chorvatštině (dušik).
- Fosfor (chemická značka P, latinsky phosphorus), jeho název je vytvořen ze slov φῶς (fós) – světlo a φέρω (feró) - nosit, znamená tedy světlonoš. Pojmenování je inspirováno řeckou mytologií, ve které je bůh Fósforos (starořecky Φωσφόρος) spojen s jitřní Venuší.
- Arsen (chemická značka As, latinsky arsenicum), jeho název je založený na perském zar (zlato) ze slova زرنيخ (zarnikh), což znamená zlatě zbarvený.
- Antimon (chemická značka Sb, latinsky stibium), středověká latinská forma názvu byla antimonium, což by znamenalo zabiják mnichů, neboť mnoho alchymistů byli mniši a antimon byl jedovatý. Egypťané nazývali antimon mśdmt nebo stm. Standardní chemická značka pro antimon Sb je připisována Jönsovi Jakobu Berzeliusovi, který odvodil zkratku od stibia.
- Bismut (chemická značka Bi, latinsky bismuthum nebo bisemutum), název bisemutium bylo vytvořené německým učencem Georgiusem Agricolou, který latinizoval mnoho německých technických slov. Pochází z německého weiße Masse – zkráceně vizmut, což znamená bílá hmota.
- Moskovium (chemická značka Mc, moscovium) bylo syntetizováno v roce 2003 společným týmem ruských a amerických vědců ve Společném institutu pro jaderný výzkum (JINR) v ruském Dubně. V roce 2016 bylo oficiálně pojmenováno po Moskevské oblasti, kde byl objeven.

## Historie
- Dusík jako prvek byl objeven až v 18. století, ale sloučenina dusíku sal amoniak (chlorid amonný) je známa již od dob starých Egypťanů. V roce 1760 vědci Henry Cavendish a Joseph Priestley izolovali dusík ze vzduchu, ale ani jeden si neuvědomil přítomnost neobjeveného prvku. Až v roce 1772 skotský fyzik Daniel Rutherford popsal, že tento plyn nepodporující hoření ani dýchání, je nový prvek dusík. V roce 1777 jej německý vědec Carl Wilhelm Scheele a francouzský vědec Antoine Lavoisier pojmenovali azote, což znamená dusivý plyn. Tento název se v některých zemích dosud používá.
- Fosfor poprvé izoloval alchymista Hennig Brandt v roce 1669. Vyrobil jej zahřátím odpařené moči a kondenzací výsledných fosforových par ve vodě. Získal tak voskovitou látku, která ve tmě světélkovala. Zpočátku si myslel, že objevil kámen mudrců, který hledal, ale uvědomil si, že to je dosud neznámá látka. Pojmenoval ji použitím dvou slov φῶς (fós) – světlo a φέρω (feró) – nosit (česky světlonoš). Konkrétně se jednalo o fosfor bílý. Robert Boyle tento způsob v roce 1680 zdokonalil a v následujících letech připravil oxid fosforečný a kyselinu fosforečnou. Za chemický prvek ho prohlásil teprve Antoine Lavoisier.
- Arsen byl znám ve svých sloučeninách nejméně před 5000 lety a starověký řecký učenec Theophrastus rozpoznal minerály arsenu nazývané realgar a orpiment. V pravěku a starověku se používal na výrobu arsenové mědi nebo arsenového bronzu, materiálu tvrdšího než čistá měď. Jeho používání bylo prokázáno například v okolí Gízy v Egyptě. Elementární arsen objevil ve 13. století Albertus Magnus. Arsen je prudce jedovatý, ale příznaky otravy nejsou příliš specifické, proto byl často používán k vraždám nepohodlných. Byl proto nazýván jedem králů nebo prášek dědictví.
- Antimon byl dobře znám již starověkým národům. Důkazem je 5000 let stará váza vyrobená z téměř čistého antimonu, která je vystavena v Louvru. Sloučeniny antimonu byly používány v barvivech v babylonských dobách. Antimonový minerál antimonit (stibnit) mohl být součástí zápalné zbraně – řeckého ohně (byzantinský oheň nebo tekutý oheň).

- Bismut byl poprvé objeven alchymisty kolem roku 1400. V 15. století se o něm jako o kovu podobnému cínu zmiňuje Basilius Valentinus. Kolem roku 1500 jej používali Inkové v nožích. Bismut byl původně považován za totožný s olovem, ale v roce 1753 Claude François Geoffroy dokázal, že bismut se od olova liší. O několik let později Johann Heinrich Pott a Torbern Olof Bergman určili bismut jako zvláštní prvek kovového charakteru.
- Moscovium bylo úspěšně vyrobeno v roce 2003 bombardováním atomů americia - 243 atomy vápníku - 48.

## Fyzikální vlastnosti
- Dusík a fosfor jsou nekovy, arsen a antimon jsou polokovy a bismut je kov.
- Při pokojové teplotě je dusík plyn a ostatní prvky jsou pevné látky.
- Hustoty se zvyšují s rostoucí atomovou hmotností. Hustota dusíku je 0,001251 g/cm3, fosforu 1,82 g/cm3, arsenu 5,72 g/cm3, antimon 6,68 g/cm3 a bismut 9,79 g/cm3.
- Bod tání dusíku je −210 °C a jeho bod varu je −196 °C. Fosfor má bod tání 44 °C a bod varu 280 °C. Arsen je jedním z pouhých dvou prvků, které sublimují při standardním tlaku při 603 °C. Teplota tání antimonu je 631 °C a jeho teplota varu je 1587 °C. Bod tání bismutu je 271 °C a bod varu 1564 °C.
- Krystalická struktura dusíku je šestiúhelníková. Krystalová struktura fosforu je kubická. Arsen, antimon a bismut mají kosočtverečné krystalové struktury.

## Chemické vlastnosti
- Všechny prvky 15. skupiny mají pět elektronů ve valenční vrstvě. Elektronová konfigurace jejich valenční elektronové slupky je ns2 np3. Díky tomu preferují tvorbu sloučenin s oxidačním číslem III. a V.
- Prvky jsou ve sloučeninách stabilní v důsledku jejich tendence tvořit kovalentní dvojné vazby a trojné vazby.
- Tato vlastnost vede k jejich toxicitě, která se nejvíce projevuje u fosforu, arsenu a antimonu, neboť reagují s různými chemickými látkami těla a vytvářejí silné volné radikály, které nejsou snadno zpracovatelné játry.
- Silná vazba dusíku a bismutu v jejich molekulách, které se obtížně štěpí, vede k tomu, že jsou nereaktivní (inertní). Například molekulový dusík N2 se používá jako inertní plyn v situacích, kdy by použití argonu nebo jiného vzácného plynu bylo příliš drahé.

- Oxidační stavy -III těchto prvků vznikají při reakci s vodíkem. Patří sem hydridy – nitridy, fosfidy, arsenidy, antimonidy a bismutidy.
- Oxidační stavy +III vznikají především při reakci s kyslíkem. Patří sem oxidy těchto prvků a následně například dusitany, fosfity, arsenity nebo antimonity.
- Oxidační stavy +IV vznikají také především při reakci s kyslíkem. Patří sem oxidy těchto prvků a následně například dusičnany, fosforečnany, arzeničnany, antimoničnany a bismutičnany.

## Výskyt v přírodě

Schéma koloběhu dusíku v přírodě

- Schéma koloběhu dusíku v příroděDusík tvoří 78 % suchého vzduchu v atmosféře a 2,5 % hmotnosti člověka. Většina dusíku na Zemi je ve formě plynného dusíku, ale existují i dusičnanové minerály.
- Fosfor tvoří 0,1 % zemské kůry, což z něj činí 11. nejhojnější prvek. Fosfor tvoří 1,1 % hmotnosti člověka. Vyskytuje se také v minerálech (apatit), které jsou hlavními složkami fosfátových hornin.
- Arsen je 53. nejhojnější prvek na Zemi. Existuje i v elementární formě, ale většina arsenu se nachází v arsenových minerálech realgar, arsenopyrit, orpiment a enargit.
- Antimon je 63. nejhojnější prvek na Zemi. Elementární antimon se vyskytuje v usazeninách stříbra.
- Bismut je 70. nejhojnější prvek. Nejčastěji se vyskytuje jako minerál, ale také v elementární formě nebo v sulfidových rudách.
- Moscovium se vyskytuje jako několik atomů v urychlovačích částic.

## Jednotlivé prvky

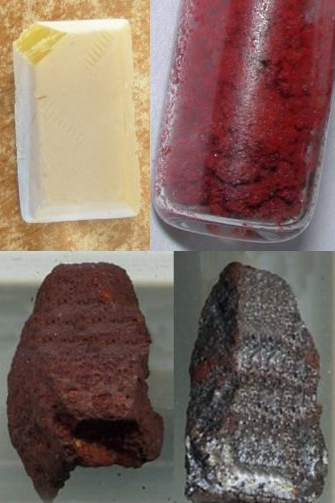
Bílý, červený, fialový a černý fosfor

- Bílý, červený, fialový a černý fosforDusík je plyn a vyskytuje se především ve formě dvouatomových molekul (molekulární dusík N2) jako hlavní složka vzduchu. Anorganicky vázaný dusík se v zemské kůře vyskytuje jen zřídka – například v ložiscích dusičnanů (ledku). Dusík je součástí bílkovin a mnoha dalších přírodních látek nezbytných pro živé organismy, které jej organicky vážou v energeticky náročném procesu (biologická fixace dusíku) a činí jej tak biologicky dostupným.
- Fosfor se vyskytuje v několika odlišných modifikacích – bílý, červený, fialový a černý. Nejznámější bílý fosfor je tvořen molekulami P4 a je nejpoužívanější k výrobě. Sloučeniny fosforu jsou nezbytné pro všechny živé organismy a podílejí se na struktuře a funkci organismů (například sloučeniny DNA, RNA, ADP, ATP).

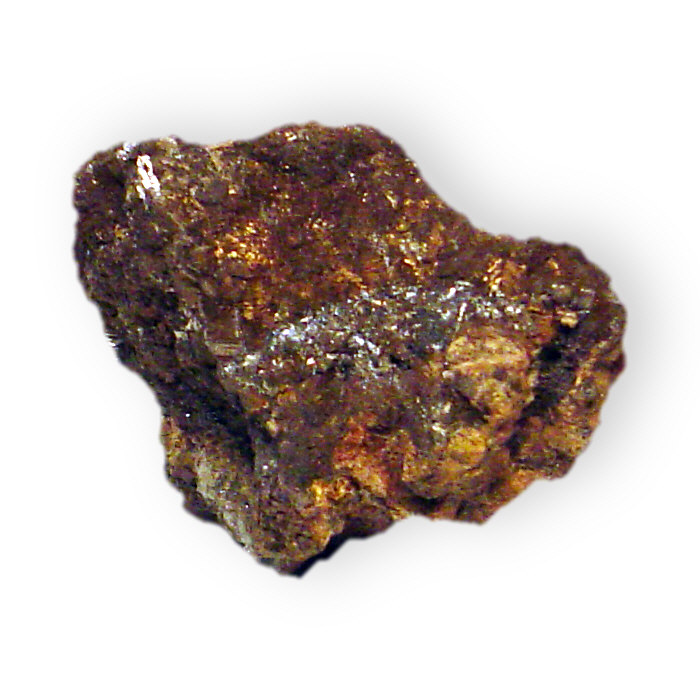
Arsen

- ArsenArsen je toxický polokovový prvek známý již od starověku. Jeho současné uplatnění je v oblasti metalurgie jako součást speciálních slitin a v polovodičovém průmyslu. Ze sloučenin je nejznámější oxid arsenitý As2O3 známý jako arsenik, což je silně toxická sloučenina dobře rozpustná ve vodě. Už odpradávna byl používán jako jed na hlodavce nebo při lovu kožešinové zvěře v arktických oblastech. Byl však také častým nástrojem travičů. Je možné, že Napoleon Bonaparte byl ve vyhnanství na Svaté Heleně postupně tráven právě tímto jedem.

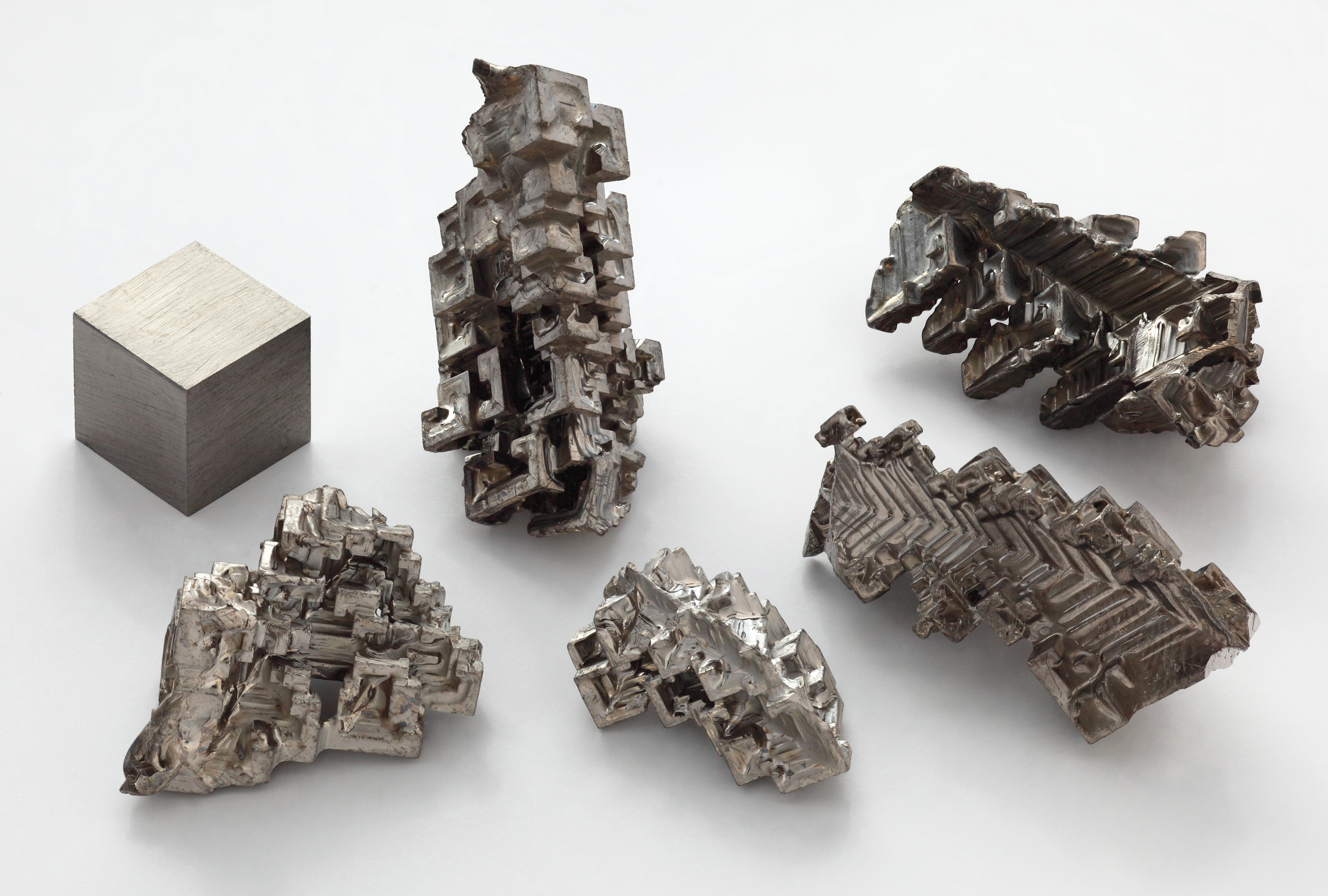
Bismut

- BismutAntimon je polokovový prvek, který je známý již od starověku. Kovový antimon se vyskytuje v několika modifikacích - modrobílý kovový antimon, nestálý nekovový žlutý a černý antimon. Slouží jako součást různých slitin, používá se ve výrobě elektronických prvků, barviv a keramických materiálů.
- Bismut patří mezi těžké kovy a je známý již od starověku. Slouží jako součást různých slitin, používá se při výrobě barviv a keramických materiálů. Vzhledem ke své nízké toxicitě se bismut stále častěji používá jako náhrada olova v nejrůznějších aplikacích - především jako složka pájek pro instalatérské práce, ale i při výrobě střeliva a broků.
- Moscovium je nově objevený radioaktivní prvek, který má pět izotopů. V prosinci 2015 Mezinárodní unie pro čistou a užitou chemii potvrdila splnění kritérií pro prokázání objevu nového prvku a vyzvala objevitele k navržení názvu a značky. Prvek byl pojmenován na počest Moskevské oblasti v roce 2016.